# Мезер
Мезер (њем. Möser) општина је у њемачкој савезној држави Саксонија-Анхалт. Једно је од 8 општинских средишта округа Јериховер Ланд. Према процјени из 2010. у општини је живјело 8.272 становника. Посједује регионалну шифру (AGS) 15086145.

## Географски и демографски подаци
Мезер се налази у савезној држави Саксонија-Анхалт у округу Јериховер Ланд. Општина се налази на надморској висини од 62 метра. Површина општине износи 80,3 km². У самом мјесту је, према процјени из 2010. године, живјело 8.272 становника. Просјечна густина становништва износи 103 становника/km².